# Chronik der Vampire
Die Chronik der Vampire ist ein Zyklus von Vampirromanen, bestehend aus dreizehn Werken, der US-amerikanischen Autorin Anne Rice.

## Allgemeines
Interview with the Vampire (deutsch Gespräch mit dem Vampir) schrieb Anne Rice in Reaktion auf den Tod ihrer fünfjährigen Tochter Michelle. Der Roman basiert auf einer Kurzgeschichte, die Anne Rice einige Jahre zuvor verfasst hatte. Aufgrund des großen Erfolgs erweiterte die Autorin die zunächst als Einzelwerk gedachte Geschichte um weitere Bände unter dem Gesamttitel The Vampire Chronicles (deutsch Die Chronik der Vampire). Die bislang letzten drei Bände führten die Chronik der Vampire mit Figuren aus Anne Rices Hexensaga The Mayfair Witches zusammen. Beide Reihen sollten laut der Autorin 2003 mit Blood Canticle (deutsch Hohelied des Blutes) enden.
Im März 2014 gab Anne Rice in den Medien bekannt, dass sie bei ihrem Verlag ein neues Manuskript zu den Vampirchroniken eingereicht hat. Der Roman Prince Lestat erschien Oktober 2014.

## Figuren der Chronik
Lestat de Lioncourt  ist der zentrale Protagonist der Chronik. Anne Rice stellt Lestat im ersten Band der Reihe zunächst als einen narzisstischen, hedonistischen Choleriker von geringer Bildung und unbekannter menschlicher Herkunft dar, der im Vampirdasein eine Erfüllung seiner lustbetonten Lebenseinstellung findet.
Im zweiten Band verändert die Autorin die Figur und verleiht ihm mehr sympathische Züge. “I was loosened up to make him the intimate, warm-blooded man”. Zudem erhält Lestat eine Biographie: Er entstammt einer verarmten französischen Adelsfamilie aus der Auvergne. 1779 geht er mit seinem Freund, dem Kaufmannssohn Nicolas de Lenfent, nach Paris. Dort arbeitet er als Schauspieler in einem Theater am Boulevard du Temple, bis er von dem Vampir Magnus gefangen und selbst zum Vampir gemacht wird. Lestat behält einen widersprüchlichen Charakter: Einerseits gibt er sich stets als Rebell, der sich über die Regeln und Traditionen der Vampire hinwegsetzt und dadurch wiederholt in Konflikte gerät. Andererseits belasten ihn ebendiese Zwistigkeiten und er nennt als sein Ideal eine friedliche, gemeinsame Existenz. Rice stellt Lestat auch als einen moralisch zerrissenen Charakter dar, der seine menschliche Seite unbedingt bewahren will, zugleich aber erkennt, dass er im Laufe seiner Vampirexistenz zu einem „Monster“ geworden ist und die Vorzüge seines Daseins (Unsterblichkeit, übernatürliche Kräfte) auch genießt. "Lestat can never return to being a lamb of a mortal again."
Lestat ist oftmals ein Sprachrohr für die Anliegen und Ansichten der Autorin selbst, die im Laufe der Entstehungszeit der Bände ihre religiöse Einstellung fundamental revidierte: Während er zu Beginn der Chronik als materialistisch eingestellter Atheist auftritt, setzt er sich am Ende der Reihe intensiv mit dem christlichen Glauben auseinander.
Louis de Pointe du Lac ist der Protagonist in Anne Rices erstem Vampirroman Interview with the Vampire. Der in Louis angelegte Grundkonflikt zwischen dem eigenen, aus dem Menschendasein mitgebrachten Anspruch, nichts Böses zu tun, und der Notwendigkeit, als Vampir zur Selbsterhaltung zu töten, beschäftigt in den folgenden Bänden die meisten Vampirfiguren und bleibt ein wiederkehrendes Motiv in Rices Vampirchronik. Louis kam mit seiner Familie aus Frankreich nach Louisiana, um in der Nähe von New Orleans eine Indigoplantage einzurichten. Hier wird er 1791 von Lestat zum Vampir gemacht. Durch seine rigiden Moralvorstellungen gerät er in Konflikt mit seinen Bedürfnissen als Vampir, was die besondere Tragik seiner Figur ausmacht. Seine katholische Prägung zeigt sich mitunter in stereotypen Denkweisen, Louis ist aber auch selbstkritisch und bemüht sich um eine differenzierte Betrachtung. Sein Verhalten ist oft passiv und Anne Rice beschreibt ihn als einen sensiblen Melancholiker. Die Autorin nennt ihn den „menschlichsten aller Vampire“. Doch in Situationen der Bedrohung zeigt sich Louis’ sonst verdrängte Vampirnatur und er ist, ähnlich wie Lestat, zu aggressiven Handlungen fähig.
Claudia ist ein fünfjähriges Mädchen, dessen Mutter an der Pest gestorben ist, und das durch Louis und Lestat zum Vampir gemacht wird. Im Körper eines Kindes reift Claudia zur erwachsenen Frau heran und beginnt, Hassgefühle gegenüber ihren „Vätern“ zu entwickeln, die sie zu diesem Schicksal verdammt haben. Inspiriert wurde die Figur der Claudia, „das Kind, das nicht erwachsen werden darf“, durch Anne Rices Tochter Michelle, die 1972 im Alter von fünf Jahren an Leukämie verstarb.
Armand wurde als Kind von Tataren aus Russland verschleppt und kam im Venedig des 15. Jahrhunderts zu dem Vampir Marius, der aus dem 17-jährigen Armand einen Vampir machte. Besonders durch diese frühen Erlebnisse hat er einen sehr zwiespältigen Charakter entwickelt, indem er sich nach anderen Vampiren sehnt, diese aber gleichzeitig stark manipuliert und für seine Belange ausnutzt, wodurch sein Verhalten meist als kühl und kalkuliert erscheint.
Marius de Romanus ist der Sohn eines römischen Patriziers und einer keltischen Sklavin. Er wurde als vierzigjähriger Mann vom Gott der Eiche, einem alten Vampir, erschaffen. Durch sein Alter und seine Erfahrung nimmt er, auch für Lestat, eine Art Vaterrolle in der Chronik ein, wobei seine Handlungen meist überlegt und souverän erscheinen. Marius ist die Figur, die ihre Vampirnatur am stärksten kontrollieren kann. Dies macht es ihm möglich, lange Zeit als Mensch getarnt unter Menschen zu leben und als Künstler zu arbeiten.
David Talbot wurde durch seine telekinetischen und telepathischen Fähigkeiten zu einem Mitglied der Talamasca, bei denen er sich besonders für die Vampire interessierte. Nach einem Körpertausch wird er von Lestat zu einem Vampir gemacht und wird für diesen ebenfalls zu einer Art Vaterfigur. David sammelt, wie in seinem menschlichen Leben, weiterhin Informationen über die Vampire.
Gabrielle de Lioncourt ist die Mutter von Lestat und wurde von ihm kurz vor ihrem Tod zum Vampir gemacht. Nach ihrer Verwandlung ist sie erstmals in ihrem Leben von den gesellschaftlich auferlegten Zwängen und ihrer Geschlechterrolle befreit und kann autonom leben. Gabrielle ist eine sehr stolze und gefühlskalte Person, die als Mensch ihre Emotionen oft versteckte. In Anne Rices Chronik gehört sie zu den wenigen Vampiren, die ihre menschliche Seite völlig ablehnen. Gabrielle lebt meistens in der Wildnis und meidet die Nähe von Menschen und anderen Vampiren.
Akasha und Enkil sind ein Pharaonenpaar. Akasha wird durch den Geist Amel, der durch blutende Wunden in ihren Körper eindrang, zum ersten Vampir. Sie macht ihren Mann Enkil und den Haushofmeister Khayman zu Vampiren. Als Mensch war Akasha eine machthungrige und skrupellose Herrscherin. Als „Königin der Verdammten“ verfolgt sie in Band 3 der Chronik einen bizarren Plan zur „Rettung der Menschheit“: Sie möchte fast alle Männer töten und sich selbst zur Göttin erheben.
 Maharet und Mekare sind Zwillingsschwestern und lebten in den Höhlen des Berges Karmel, bis sie nach Ägypten verschleppt wurden. Dort will Akasha die beiden Frauen zwingen, ihr zu dienen. Als Strafe für ihre Weigerung lässt Akasha Maharet und Mekare von ihrem Haushofmeister Khayman vergewaltigen. Maharet bekommt Khaymans Tochter. Später werden den beiden Frauen die Augen und die Zunge entfernt. Khayman macht aus Mekare einen Vampir, die daraufhin ihre Schwester verwandelt. Nach der Vernichtung Akashas und der Einverleibung des Geistes Amel wird Mekare zur „Mutter der Vampire“, wobei jedoch Maharet stellvertretend an der Seite ihrer stummen Schwester herrscht. Weiterhin kümmert sich Maharet um ihre Nachkommen, die „Große Familie“, deren weibliche Mitglieder meist Hexen waren.
Tarquin „Quinn“ Blackwood ist ein junger Mann aus einer reichen Familie in New Orleans und entfernt mit den Mayfairs aus Anne Rices Hexenchronik verwandt. Von Kindheit an wird Quinn von einem Wesen, das er Goblin nennt, verfolgt. Quinn verliebt sich in Mona Mayfair, wird aber durch Petronia, einen Hermaphroditen, unfreiwillig zum Vampir gemacht. Als Vampir bittet Quinn Lestat um Hilfe, um Goblin, der immer aggressiver wird, zu vernichten.
Weitere Figuren der Chronik sind Pandora, Khayman, Jessica Miriam Reeves, Mael, Santino, Daniel Molloy, Merrick Mayfair, Memnoch, Mona Mayfair, Santiago, Nicolas de Lenfent, Magnus und Madeleine.
Stammtafeln der drei wichtigsten Vampir-Zweige, die aus der Chronik hervorgehen:

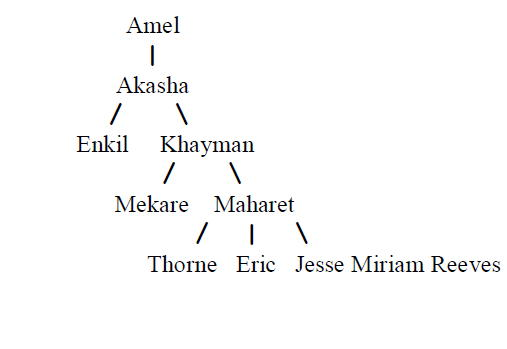
Stammtafel ausgehend vom Geist Amel
Stammtafel ausgehend vom "Gefangenen Vampir"
Stammtafel ausgehend vom "Gott der Eiche"

## Merkmale der Vampirchronik

### Eigenschaften der Vampire
Im Gegensatz zu klassischen Vampirromanen, die sich meist an Bram Stokers Dracula orientieren, können die Vampire bei Anne Rice nicht durch die im Volksglauben überlieferten Mittel wie Knoblauch, Kreuze oder Stiche in das Herz getötet werden. Ihnen kann nur Feuer mit dem Verstreuen ihrer Asche und Sonnenlicht etwas anhaben.
Auch die sonst typischen Eigenschaften der Vampire, die weitgehend auf Stoker zurückgehen, wie die Fähigkeit der Verwandlung (in eine Fledermaus oder einen Wolf) und das Fehlen eines Spiegelbildes, sind in dieser Romanreihe nicht vorhanden. Anne Rice spielt auf diese Unterschiede in einigen Bänden an. (Beispiel: Nachdem Lestat seine Mutter Gabrielle in einen Vampir verwandelt hat, ist sie erstaunt, sich im Spiegel betrachten zu können.)
Anne Rices Vampire erlangen mit zunehmendem Alter mehr und stärkere Fähigkeiten, wobei diese Entwicklung als individuell und vom eigenen Willen zur Macht abhängig beschrieben wird. Einige ältere und mächtige Vampire besitzen die Fähigkeit zu fliegen, durch die Augen der Menschen zu sehen und andere Vampire in Flammen aufgehen zu lassen.
Des Weiteren wird die Verknüpfung der Vampire mit sexuellen Aspekten zwar aufgegriffen, aber in eine abstrakt sinnliche und oral erotische Richtung gelenkt, da eine genitale sexuelle Stimulation bei den Vampiren nicht möglich ist. Sinnlichkeit und Erotik werden bei Anne Rice oftmals auf eine gleichgeschlechtliche Ebene verlagert, in den Romanen kommen mehr rein männliche als männlich-weibliche Paarungen vor. Hingegen ist die Beziehung zu den Menschen bzw. zu den Opfern wie schon bei Stoker erotisch motiviert, denn das Trinken von Blut wird meist als Ekstase beschrieben.
Trotz der von Rice neu entwickelten Eigenschaften entsprechen die Vampire, besonders in Aussehen und Verhalten, den gängigen Vorstellungen. Sie haben Vampirzähne, eine helle Haut, schlafen in einem Sarg und können nicht altern. Jedoch ernähren sie sich nicht zwangsläufig immer von Menschen, sondern können auch das Blut von Tieren trinken und auch für einige Zeit ohne Nahrung auskommen.
Auch die Vorstellung der adligen bzw. aristokratischen Vampire (Lestat, Akasha, Enkil) wird aufgegriffen wie auch deren materieller Reichtum, den sie über die Jahrhunderte ansammeln konnten (Magnus, Marius, Armand).

### Moral der Vampire
Seitdem die Figur des Vampirs aus dem Volks- und Aberglauben im 19. Jahrhundert in die Literatur Einzug gehalten hatte (siehe Geschichte des Vampirromans), wurde sie kontinuierlich anthropomorphisiert. Anne Rice trieb diese Entwicklung ihrer Chronik damit weiter, dass sie den Vampiren auch moralisch-ethische Vorstellungen und Ideale gab.
Die Vampire der Chronik handeln entsprechend ihren Intentionen und sind nicht mehr rein instinktgesteuert. Moralische Werte werden besonders im ersten Roman Gespräch mit einem Vampir durch die Figur des Louis hervorgehoben, dessen menschliche Prinzipien durch Lestats eher triebhaftes Verhalten kontrastiert werden. Louis ernährt sich vier Jahre lang ausschließlich von Tieren, da er seine Achtung vor den Menschen und vor dem Leben nicht überwinden kann. Lestat und Marius versuchen in späteren Bänden durch eine Wahl der Opfer aus dem Verbrecher-Milieu dem moralischen Dilemma zu begegnen.
Anne Rices Vampire stehen fast alle in einem grundlegenden moralischen Konflikt, der besonders im Gespräch von Louis mit Armand im Théâtre des Vampires deutlich wird. Die Vampire sind aus der irdischen Norm herausgefallen und müssen daher mit ihren Sehnsüchten und ihrem Verlangen nach Blut sowie mit der Akzeptanz ihrer Natur in einem meist langen Prozess fertig werden.
Dieser Selbsterkenntnisprozess kann als eine Metapher interpretiert werden, die eigene Persönlichkeit und die gegebenen Umstände akzeptieren zu lernen.

### Charaktere der Vampire
Anne Rice bringt dem Rezipienten die Motive und Beweggründe ihrer Protagonisten schlüssig und konsequent dar, wodurch die Darstellung der Figur aus einer stereotypen Betrachtungsebene emporgehoben wird und realistische Züge aufweist. Die Personen handeln aufgrund ihrer Erfahrungen und unterschiedlichen Charakterausprägungen individuell. Louis’ Achtung vor dem Leben und seine anfänglichen Hemmungen, einen Menschen anzugreifen, sind auf den plötzlichen Tod seines Bruders zurückzuführen, der ihm den Wert des menschlichen Lebens und seiner Bewahrung gezeigt hatte. Auch die Gründe für Lestats antiautoritäre Einstellung und sein Bedürfnis nach Liebe und Akzeptanz lassen sich in seiner Kindheit finden, in der sein strenger Vater und seine älteren Brüder ihn schikanierten und er nur selten die Zuwendung seiner Mutter erfuhr.

### Entstehung der Vampire
Seit dem ersten Teil der Chronik beschäftigen sich die Vampire neben der Frage nach ihrem Platz in der Welt mit ihrer Herkunft und ihrer Entstehung.
Dies wird zunächst in Der Fürst der Finsternis nur durch den Ältesten, der Jene, die bewahrt werden müssen dem Sonnenlicht ausgesetzt hatte, kurz thematisiert und erst in Die Königin der Verdammten endgültig geklärt.
Der Geist Amel, der den Schwestern Maharet und Mekare nach Ägypten gefolgt war, blieb dort, um den Hofmeister Khayman für sein Verbrechen an den beiden Hexen zu bestrafen, und wütet in seinem Haus. Der ägyptische König Enkil und seine Frau Akasha versuchen, mit dem Geist zu reden, da sie ein Auflehnen des Volkes befürchten, das beide für das Unheil verantwortlich macht. Im Haus werden sie von aufständischen Dienern angegriffen und schwer verletzt. Amel dringt in die Wunden der Königin ein, belebt ihren nahezu toten Körper und macht sie zum ersten Vampir. Um ihren Mann zu retten, lässt sie ihn ihr Blut trinken und erschafft auf diese Weise einen zweiten Vampir.

## Erzählsituation
Die meisten Bücher der Chronik sind aus der Perspektive eines Ich-Erzählers verfasst, dessen Rolle besonders zu Beginn der Reihe von Louis und Lestat übernommen wird. Durch diese Erzählsituation identifizieren sich Leser unmittelbar mit dem Erzähler, da er sie direkt am Geschehen teilhaben lässt und der Handlung einen subjektiven Charakter verleiht. Der Erzähler beschreibt das Geschehene jedoch aus einem zeitlichen Abstand und dadurch reifer und erfahrener als sein „erlebendes Ich“. Dies wird besonders in der unterschiedlichen Darstellungsweise von Lestat im ersten und zweiten Buch deutlich, da der Ich-Erzähler von Louis’ zu Lestats Sicht wechselt. Seit Der Fürst der Finsternis treten in längeren Passagen auch Einschübe aus der Sicht anderer Figuren in der Schilderung des eigentlichen Ich-Erzählers auf, was Perspektivwechsel verursacht.
Als typisch für Anne Rices Romane gilt in der Sekundärliteratur der Dialogstil: Bereits der Erstling besteht, wie bereits der Titel Interview with the Vampire sagt, aus einem Gespräch zwischen dem Protagonisten und einem Reporter. In den weiteren Bänden werden immer wieder Teile der Handlung, oft Rückblenden, in Gesprächsform dargebracht. Hervorstechende Einzelbeispiele neben dem Debütroman, bei denen die Autorin besonders starken Gebrauch von diesem Stilmittel macht, sind die Romane Memnoch der Teufel (Lestat im Gespräch mit Memnoch) und Blackwood Farm (Lestat im Gespräch mit Quinn Blackwood).
In Die Königin der Verdammten fügt Rice erstmals eine personale Erzählsituation ein. Dadurch gelingt es, chronologisch weiter zurückliegendes Geschehen (Die Legende von den Zwillingen, Rückblenden auf den zweiten Band) in einen Zusammenhang mit den späteren Erlebnissen mit Akasha zu stellen. Durch diesen Perspektivwechsel wird die Handlung der subjektiven Ebene enthoben und erhält einen umfassenden Charakter.

## Zeitebene
Auch hierbei ist auffällig, wie sehr sich Gespräch mit einem Vampir von den späteren Romanen unterscheidet, denn nur hier wird die Geschichte in einer zeitlich linearen Abfolge erzählt. Im Gegensatz dazu steht u. a. der zweite Roman, in dem es mehrfach zu einer Rückblende (Analepse) innerhalb der Erzählung kommt, wie die Geschichte von Marius und die von Armand.

## Bücher der Chronik

### Chronik der Vampire (The Vampire Chronicles)
- - Interview with the Vampire, 1976 (Die Schule der Vampire, 1978, Gespräch mit dem Vampir, 1989, Interview mit einem Vampir, 1994, Gespräch mit einem Vampir, 2004.)
  - The Vampire Lestat, 1985 (Der Fürst der Finsternis, 1990)
  - The Queen of the Damned, 1988 (Die Königin der Verdammten, 1991)
  - The Tale of the Body Thief, 1992 (Nachtmahr, 1994)
  - Memnoch the Devil, 1995 (Memnoch der Teufel, 1998)
  - The Vampire Armand, 1998 (Armand der Vampir, 2001, Der Duft der Unsterblichkeit, 2008)
  - Merrick, 2000 (Merrick oder die Schuld des Vampirs, 2003, Das Blut der Verführung, 2008)
  - Blood and Gold, 2001 (Blut und Gold, 2004)
  - Blackwood Farm, 2002 (Blackwood Farm, 2005)
  - Blood Canticle, 2003 (Hohelied des Blutes, 2006)
  - Prince Lestat, 2014
  - Prince Lestat and the realms of Atlantis, 2016
  - Blood Communion-a Tale of Vampire Lestat, 2018

### Romane im Kontext der Vampirchronik
- Neue Chronik der Vampire (New Tales of the Vampires)
  - Pandora, 1998 (Pandora, 2001, Die Herrin des Schattenreichs, 2008)
  - Vittorio the Vampire, 1999 (Vittorio, 2002, Der Kuss der Dämonin, 2008)

## Sekundärliteratur
- Katherine Ramsland / Anne Rice. Prism Of The Night, A Biography of Anne Rice. New York: Penguin, 1994.
- Gary Hoppenstand / Ray B. Browne. The Gothic World of Anne Rice. Twayne Publishers, 1994.
- Jennifer Smith. Anne Rice - A Critical Companion. Westport: Greenwood Press, 1996.
- George E. Haggerty. "Anne Rice and the Queering of Culture". In: Novel: A Forum on Fiction 32.1, 1998, S. 5–18.
- Erwin Jänsch. „Softie-Vampir Lestat“ in: Das Vampirlexikon, München: Knaur, 2000, S. 232–239.
- Rebecca Cordes. Anne Rice's "Vampire Chronicles" - Myth and History.Osnabrück: Der andere Verlag, 2004.